# Іменник (антологія)
«Іменник. Антологія дев'яностих» — антологія української поезії, прози та критичних есеїв 90-х років минулого століття. В антології зібрано найвідоміші імена так званих «дев'ятдесятників».

## Короткий опис
Упорядники антології — Андрій Кокотюха, Максим Розумний. Антологія видана під егідою Творчої асоціації «500» видавництвом «Смолоскип» у 1997 році. Складається з трьох частин: поезія, проза, критика.
- Розділ поезію презентують:
  - Іван Андрусяк,
  - Юрій Бедрик,
  - Сергій Жадан,
  - Василь Махно,
  - Ростислав Мельників,
  - С. Пантюк,
  - С. Процюк,
  - Максим Розумний,
  - Роман Скиба,
- Розділ прози:
  - Леся Демська,
  - Андрій Кокотюха,
  - Тарас Прохасько,
  - О. Яровий,
- Розділ критики:
  - Ігор Бондар-Терещенко,
  - Євген Баран,
  - Володимир Даниленко.

Антологія є спробою підбити підсумки літературного процесу дев'яностих років в Україні.